# SPIKE (PUFFYのアルバム)
『SPIKE』（スパイク）は、2000年10月12日に発売したPUFFYの4枚目のアルバム。

## 収録曲
1. ブギウギ No.5 [4:09]
作詞：奥田民生  作曲：奥田民生
  - ソーテック「e-note」CMソング
2. すみれ[3:56]
作詞：PUFFY　作曲：Andy Sturmer
3. 問答無用 [4:13]
作詞：PUFFY  作曲：橘厚也, 八熊慎一
4. COSMIC流れ旅 [4:38]
作詞：奥田民生  作曲：奥田民生
5. Destruction Pancake [3:14]
作詞：大貫亜美  作曲：大貫亜美
  - 宮村優子がセリフで参加
6. スーイスーイ [2:33]
作詞：吉村由美  作曲：奥田民生, PUFFY
7. スイスイ [2:10]
作詞：大貫亜美  作曲：奥田民生, PUFFY
8. プールにて [4:28]
作詞：奥田民生  作曲：奥田民生
  - ライオン「エメロンアクアピュア」CMソング
9. 青いリンゴ [3:06]
作詞：PUFFY  作曲：八熊慎一
10. さくらの花が咲く甘い甘い季節の唄 [3:33]
作詞：吉村由美  作曲：Andy Sturmer
11. 海へと [3:09]
作詞：奥田民生  作曲：奥田民生
  - サントリー「ビックル」CMソング
12. パフィーのルール [4:10]
作詞：奥田民生  作曲：古田たかし
  - ソーテック「AFiNA Style」CMソング
13. 12月 [4:23]
作詞：PUFFY / SPIN 作曲：Andy Sturmer

## 演奏
- 吉村由美
  - Vocal (#1.2.3.4.6-12.13)
  - Chorus (#2.5.6.7.10.11.12.13)
  - Sax (#4)
  - Electric Guitar (#12)
- 大貫亜美
  - Vocal (#1-9.11.12.13)
  - Chorus (#2.5.6.7.10.11.12.13)
  - Trumpet (#4)
  - Electric Guitar (#6.7)
- 奥田民生
  - Electric Guitar (#1.6.7.11)
  - Sax (#1.4.6)
  - Vocorder, TR-808 (#4)
  - Acoustic Guitar (#6)
  - Percussions (#8)
  - Chorus (#1)
- 古田たかし
  - Drums (#1.5.6.7.8.11.12)
  - Hand Claps (#5)
  - Percussions (#12)
  - Chorus (#1.5)
- 長田進
  - Electric Guitar (#1.4.6.7.8.11)
  - Acoustic Guitar (#8)
- 斎藤有太
  - Keyboards (#1.4.6.7.8.11)
  - Xylophone (#8)
- 根岸孝旨
  - Bass (#6.7.8.11)
  - Chorus (#7)
- 木下裕晴：Bass (#1.4.5.12)
- NARGO (東京スカパラダイスオーケストラ)：Trumpet (#1)
- 北原雅彦 (東京スカパラダイスオーケストラ)：Trombone (#1)
- GAMO (東京スカパラダイスオーケストラ)：Tenor Sax (#1)
- 河合誠一マイケル：Percussion (#1)
- 朝倉真司：Percussion (#1)
- Andy Sturmer
  - Drums, Keyboards (#2.10.13)
  - Percussions (#2)
  - Chorus (#10)
- Thomas Tzarnkuist：Electric Guitar, Bass, Keyboards (#2.10.13)
- Zac Rae：Optrgsn Synthtic Thermin (#2.13)
- 八熊慎一 (SPARKS A GO GO)：Bass, Chorus (#3.9)
- 橘あつや (SPARKS A GO GO)
  - Electric Guitar (#3.9)
  - Chorus (#9)
- たちばな哲也 (SPARKS A GO GO)：Drums, Percussions (#3.8)
- 宮島哲博：Trumpet (#4)
- 辻剛：Electric Guitar (#5.12)
- 柳沢二三男：Electric Guitar (#5.12)
- 藤本淳一：Keyboards, Chorus (#5.12)
- J-MEN：Chorus (#5)
- 宮村優子：Voice (#5)
- ken-ken：Percussions (#8)
- 阿部義晴：Keyboards (#9)